# Balls Cross
Balls Cross – osada w Anglii, w hrabstwie West Sussex, w dystrykcie Chichester. Leży 24 km na północny wschód od miasta Chichester i 64 km na południowy zachód od Londynu.